# Западногерманские языки
Западногерма́нские языки — одна из трёх групп германской ветви индоевропейской семьи языков. 
Включает такие языки, как английский, немецкий и нидерландский.

## Классификация

### Англо-фризская подгруппа
- Англский кластер
  - Древнеанглийский язык †
  - Среднеанглийский язык †
  - Английский язык
    - Пиджины и креольские языки на английской основе

  - язык скотс

- Фризский кластер
  - Древнефризский язык †
  - Среднефризский язык †
  - Западнофризский язык
  - Восточнофризский язык
  - Севернофризский язык

### Южногерманская подгруппа
- Нижнефранкский кластер
  - Древнефранкский язык †
  - Древненидерландский язык †
  - Средненидерландский язык †
  - Нидерландский язык
    - Африкаанс

  - Лимбургский язык
- Нижненемецкий кластер
  - Древнесаксонский язык †
  - Средненижненемецкий язык †
  - Нижненемецкий язык, включая нижнесаксонские диалекты Нидерландов
- Верхненемецкий кластер
  - Древневерхненемецкий язык †
  - Средневерхненемецкий язык †
  - Средненемецкие диалекты
    - Западносредненемецкие диалекты
      - Люксембургский язык
      - Среднефранкские диалекты
      - Рейнско-франкские диалекты
        - Пенсильванско-немецкий диалект

    - Идиш
    - Восточносредненемецкие диалекты, на основе которых сформировался немецкий литературный язык, называемый обычно просто немецким

  - Южнонемецкие диалекты
    - Северноюжнонемецкое наречие
    - Алеманнское наречие, включая швейцарский немецкий язык
    - Баварско-австрийское наречие

Современные диалекты нижненемецкого и верхненемецкого кластеров объединяются в понятие «немецкий язык», являясь функционально диалектами немецкого литературного языка. Это не относится к идишу и люксембургскому языку.
Возможно также включает лангобардский язык, однако его точное положение среди германских языков неясно.